# Vicus
Il vicus, nella civiltà romana, era un aggregato di case e terreni, sia rurale sia urbano, che non aveva un'amministrazione civile come il municipium o la colonia romana.
Ogni vicus aveva una sua denominazione tratta dagli abitanti, dagli eventi che vi si erano svolti o dai mestieri che vi si esercitavano. In uno di essi risiedeva il Magister, appartenente al patriziato romano.
I vici potevano essere distinti in:
- pagani o rustici, se situati in campagna;
- castelli, se muniti di mura;
- anteurbani se erano prossimi alla città;
- urbani se cittadini.

Il vicus paganus o rusticus era costituito da casolari o abitazioni rurali congiunte fra loro in un pagus, ma separate dalla città. Il vicus urbanus era un vero e proprio quartiere cittadino, organizzato amministrativamente a fini di censimento e caratterizzato dal culto particolare dei Lares compitales e poi dal Genius Augusti. Generalmente i vici non ebbero un'organizzazione politico-amministrativa propria, perché erano inseriti o nell'amministrazione dei pagi rurali o in quelle delle città.
Dopo il IV secolo i pagi furono assorbiti dai municipia e dalle città e rimasero solo i vici rustici, che raggiunsero una parziale autonomia in ambito rurale.